# インストーラー (映画)
『インストーラー』（Chrysalis）は、2007年のフランスのSFサスペンス映画。
監督はジュリアン・ルクレルク、出演はアルベール・デュポンテルとマリー・ギラールなど。
網膜から記憶を読み取る技術が普及した近未来のパリを舞台に、デジタル化された記憶をめぐる陰謀を描いている。

## ストーリー
2025年のパリ。ユーロポール（欧州警察機構）の刑事・ダヴィッド（アルベール・デュポンテル）は、相棒の刑事である妻サラが目の前で殺されたショックから休職していた。そんなある日、上司のミレール警視（クロード・ペロン）から、密入国者と思われる若い女性の遺体が発見されたことを知らされる。被害者に残された傷跡から、犯人がサラを殺したニコロフ（アラン・フィグラルツ）である可能性が高いことが判明。ダヴィッドは現場復帰し、新しい相棒マリー（マリー・ギラール）と共に捜査を開始する。
一方、自動車事故で大怪我を負ったマノン（メラニー・ティエリー）は整形手術のおかげで事故前の顔を取り戻すが、自分の顔にも、また母である医師・ブリューゲン教授（マルト・ケラー）にも違和感を抱いていた。

## キャスト
※括弧内は日本語吹替
- ダヴィッド・オフマン: アルベール・デュポンテル（大塚芳忠）
- マリー・ベッケル: マリー・ギラール（フランス語版）（岡寛恵）
- ブリューゲン教授: マルト・ケラー（宮寺智子）
- マノン・ブリューゲン: メラニー・ティエリー（足立友）
- クララ: エステル・ルフェビュール（フランス語版）（斎藤恵理）
- ニコロフ: アラン・フィグラルツ（江川央生）
- ミレール警視: クロード・ペロン（瑚海みどり）

## 作品の評価
アロシネによれば、フランスの14のメディアによる評価の平均点は5点満点中2.1点となっている。